# Marie Horáková (soudní tlumočnice)
Marie Horáková (* 21. června 1976 Praha) je česká speciální pedagožka, soudní tlumočnice znakového jazyka[ujasnit] a ředitelka obecně prospěšné společnosti Tichý svět, která pomáhá neslyšícím zvyšovat kvalitu jejich života a přispívá k odstraňování komunikačních bariér mezi světy slyšících a neslyšících. V roce 2014 převzala za svou práci z rukou ministra zdravotnictví Výroční cenu za mimořádné zásluhy v oblasti péče o neslyšící v České republice.

## Život
Znakový jazyk ji zaujal už v dětství, připadal jí jako jazyk tajných agentů a přitahoval ji natolik, že se rozhodla naučit se ho. Tehdy netušila, že se stane její láskou na celý život. Později absolvovala Speciální pedagogiku na PedF UK v Praze, kde se spřátelila s neslyšící spolužačkou, což určilo směr jejího profesního života. Po škole nastoupila jako noční vychovatelka na střední škole pro neslyšící v Berouně, kde později pracovala jako tlumočník a odkud odešla v roce 2004 na mateřskou dovolenou z pozice zástupkyně ředitelky.

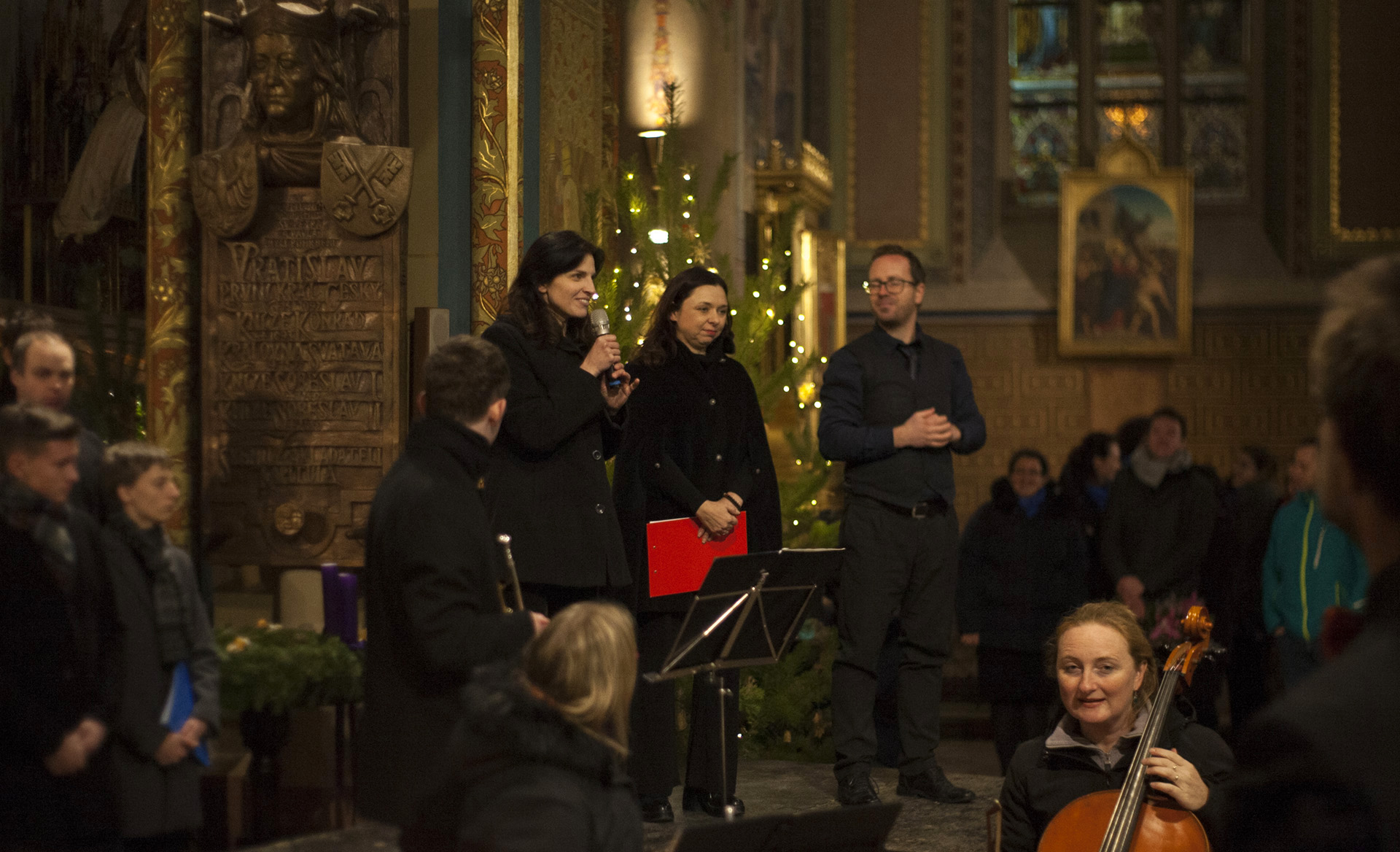
Marie Horáková při úvodní řeči na Adventním koncertě Tichého světa 2018.

Jako tlumočnice se často setkávala s předsudky ze strany slyšících vůči neslyšícím. Stejně tak se situacemi, kdy neslyšící neměl dostatek běžných sociálních dovedností a neorientoval se ve světě slyšících, což mu způsobovalo komplikace nejen v běžných životních situacích, ale i např. při získávání zaměstnání. Proto se v roce 2005 podílela na zrodu projektu Agentura profesního poradenství pro neslyšící. Z projektu se postupně rozvinula stabilní sociální služba - sociální rehabilitace v rámci obecně prospěšné společnosti Tichý svět.
V roce 2018 měl Tichý svět kromě pražské centrály pobočky v dalších devíti krajích. Zajišťuje nejen službu sociální rehabilitace, ale i odborné sociální poradenství, včetně právní poradny, a tlumočnické služby pod názvem Tichá linka, poskytující online tlumočnickou službu znakového jazyka a přepis mluvené řeči.